# Luigi Gatti (politico)
Luigi Gatti (Milano, 18 giugno 1913 – Dongo, 28 aprile 1945) è stato un prefetto italiano.

## Biografia
Laureato in giurisprudenza, giovanissimo si arruolò nel Corpo Truppe Volontarie e combatté dalla parte dei franchisti la guerra civile spagnola dal 22 dicembre 1936 al 10 marzo 1939, giorno in cui si sposò con Moras Maria del Pilar, di quattro anni più giovani di lui. Intrapresa la carriera politica, nel 1939 avvicenda Francesco Catto quale Segretario del Partito Nazionale Fascista di Nuoro. Nel 1941 viene dichiarato è comandato per incarichi speciali mentre l'anno seguente fu eletto segretario federale del PNF a Treviso, incarico precedentemente ricoperto da Umberto Bianchi. Il 18 aprile del 1943 inizia a lavorare per conto del Ministero dell'Interno.
Dopo l'armistizio di Cassibile aderisce alla Repubblica Sociale Italiana; viene nominato prefetto di seconda classe il 28 ottobre 1943 e una settimana dopo ritorna a Treviso dove lavora come capo della Provincia: tiene questo incarico fino al 22 giugno 1944, giorno in cui viene sostituito da Francesco Bellini. Dipendente del Ministero degli Esteri di Salò, fu prefetto di Milano dal 23 giugno 1944 fino alla sua morte. Segretario particolare di Mussolini a partire da quest'ultima data (venne proposto al dittatore da Nicola Bombacci, di cui Gatti era collaboratore fidato), prospettò al Duce una fuga in extremis verso la Spagna - in cui sarebbe stato ospitato dai suoi suoceri - che però non poté essere realizzata.
Durante il crepuscolo della RSI, venne incaricato da Mussolini insieme al sopracitato Bombacci di realizzare una controinchiesta sul delitto Matteotti volta a dimostrare la sua totale estraneità nell'omicidio. Dopo aver fatto riparare la moglie e i tre figli in un convento milanese, segue Mussolini fino a Menaggio dove all'alba del 27 aprile fu preso prigioniero dai partigiani: condotto a Dongo poche ore dopo, fu fucilato il giorno dopo insieme ad altri gerarchi fascisti e il suo corpo fu esposto a piazzale Loreto. La moglie morì novantaquattrenne a Madrid il 19 maggio 2011: era rimasta da tempo l'ultima vedova di piazzale Loreto ancora in vita.